# Stazione di Perugia Ponte San Giovanni
Stazione di Perugia Ponte San Giovanni vasútállomás Olaszországban, Umbria régióban, Perugia településen.

## Vasútvonalak
Az állomást az alábbi vasútvonalak érintik:
- Foligno-Terontola-vasútvonal
- Centrale Umbra-vasútvonal

## Kapcsolódó állomások
A vasútállomáshoz az alábbi állomások vannak a legközelebb: 
- Stazione di Perugia (Foligno-Terontola-vasútvonal)
- Ospedalicchio railway halt (Foligno-Terontola-vasútvonal)
- Stazione di Piscille (Centrale Umbra-vasútvonal)